# Jay Migliori
Jay Migliori (Erie, 14 november 1930 - Mission Viejo, 2 september 2001) was een Amerikaanse jazz- en studiomuzikant.

## Jeugd
Migliori was afkomstig uit een muzikale familie en begon vooreerst altsaxofoon te spelen. Hij bezocht het St. Louis Institute of Music van 1949 tot 1950. In 1951/1952 vervoegde hij zich bij de 571ste Air Force Band in Texas. Na zijn ontslag bij het leger studeerde hij aan de Berklee College of Music. Tijdens zijn studententijd in Boston speelde hij in 1953 met Miles Davis en in 1954 met Charlie Parker.

## Carrière
Aan het begin van 1957 werd hij lid van het Woody Herman Orchestra, waarmee hij op een Zuid-Amerikaanse tournee ging. In 1959 verhuisde hij naar Los Angeles en werkte daar als freelance-studiomuzikant. Vanaf 1961 was hij lid van een groep getalenteerde sessiemuzikanten, The Wrecking Crew. Hierdoor was hij betrokken bij meer dan 4000 platenproducties, waaronder bij Glen Campbell, Frank Sinatra, Ray Charles, The Beach Boys en Céline Dion. Daarnaast speelde hij in de jazzclubs van de stad. In 1971 ging hij met Frank Zappa op een Europese tournee. Van 1972 tot 1984 behoorde hij tot de formatie Supersax. Hij speelde ook met eigen formaties, waarmee enkele albums ontstonden, onder andere met de bandleden Stan Kenton, Maynard Ferguson, Gil Evans, Terry Gibbs, David Axelrod en Louie Bellson.

## Overlijden
Jay Migliori overleed op 2 september 2001 op 70-jarige leeftijd aan de gevolgen van darmkanker.

## Discografie
- 1955: Jay Migliori Quintet (Transition)
- 1996: Smile! (Cexton)

- Biblioteca Nacional de España: XX1546381
- Bibliothèque nationale de France: cb139240115 (data)
- Gemeinsame Normdatei: 1136346384
- International Standard Name Identifier: 0000 0000 6302 385X
- Library of Congress Control Number: n92037760
- MusicBrainz: 85dc34f0-9987-47b4-98be-1fe7f8d5bdab
- Système universitaire de documentation: 15672393X
- Virtual International Authority File: 54334531
- WorldCat: E39PBJvMwvkxJXdwhPGhTJtR8C